# Nevada (lớp thiết giáp hạm)
Lớp thiết giáp hạm Nevada là một lớp thiết giáp hạm thế hệ dreadnought của Hải quân Hoa Kỳ; là loạt hai chiếc thiết giáp hạm thứ sáu được thiết kế. Chúng là lớp thiết giáp hạm Mỹ đầu tiên được trang bị tháp pháo ba nòng; cũng là lớp đầu tiên được giới thiệu sơ đồ vỏ giáp "Tất cả hoặc không có gì", trong đó việc bảo vệ những khu vực sống còn được tối ưu hóa chống lại pháo cỡ lớn, để những phần còn lại hầu như không được bảo vệ. Lớp Nevada cũng tiêu biểu cho việc sử dụng thuần túy dầu đốt làm nhiên liệu. Phối hợp lại, cho đến lúc đó lớp Nevada là một sự tiến triển đáng kể trong công việc thiết kế thiết giáp hạm.

## Thiết kế

Sơ đồ lớp Nevada trước khi tái cấu trúc năm 1927

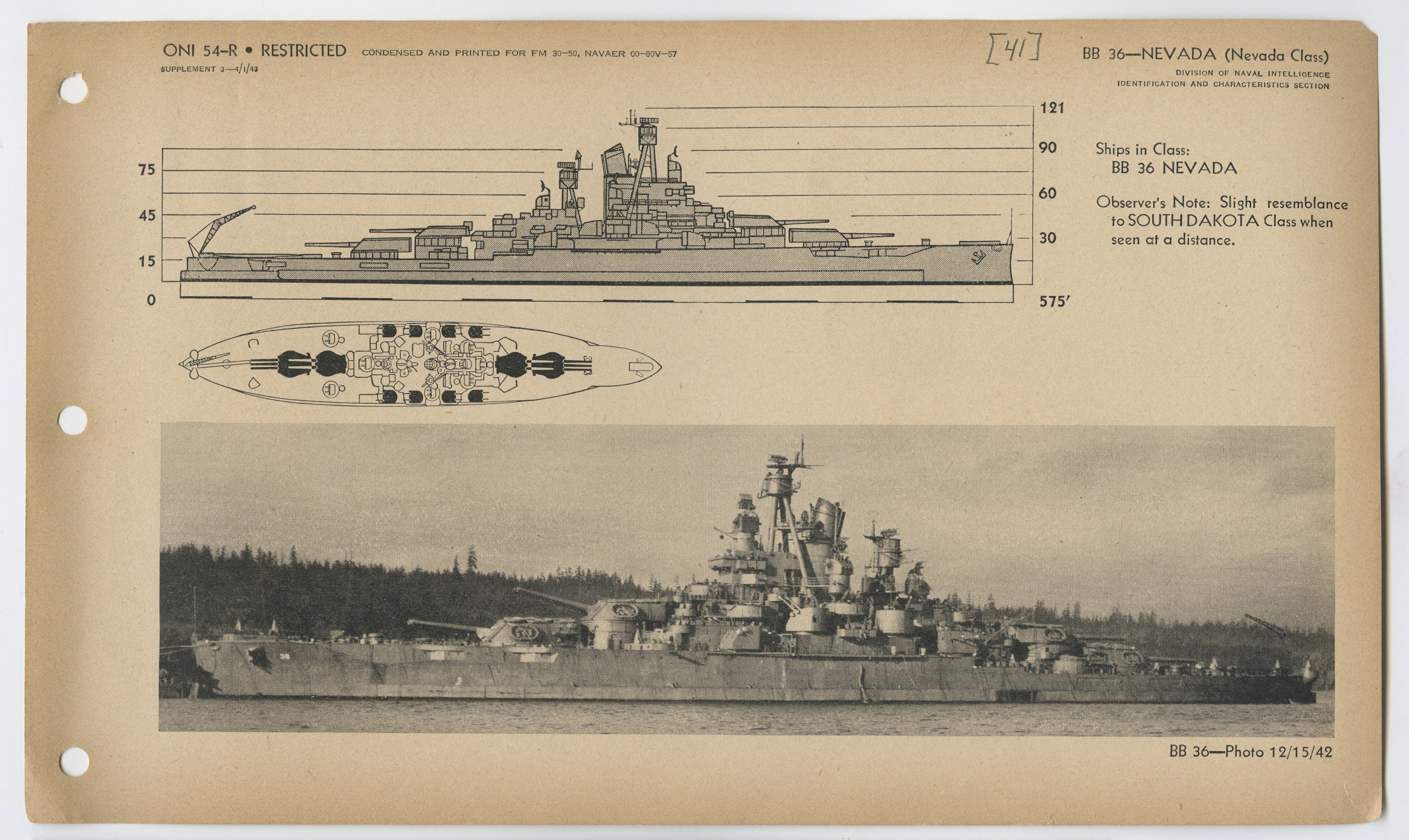
Sơ đồ nhận diện chiếc Nevada của Cục Tình báo Hải quân sau khi nó được sửa chữa và hiện đại hóa năm 1942

Lớp Nevada đánh dấu "một bước tiến bộ khác trong thiết kế thiết giáp hạm tại Mỹ". Khi Nevada được chế tạo, báo The New York Times nhấn mạnh rằng chiếc thiết giáp hạm mới là "[thiết giáp hạm] lớn nhất từng nổi" vì trọng lượng rẽ nước của nó gần gấp ba lần chiếc USS Oregon (BB-3) và gần gấp đôi chiếc USS Connecticut (BB-18). Thêm vào đó, Nevada còn nặng hơn 8.000 tấn so với một trong những chiếc thiết giáp hạm Mỹ thế hệ dreadnought đầu tiên, chiếc USS Delaware (BB-28).
Những chiếc thiết giáp hạm mới trong lớp Nevada là hai chiếc đầu tiên tại Mỹ trang bị tháp pháo ba nòng, một ống khói duy nhất, súng phòng không, và động cơ đốt dầu. Đặc biệt, việc sử dụng dầu đốt cho phép lớp tàu mới có một lợi thế về động lực so với những chiếc đốt than. Mặc dù lớp vỏ giáp trên các thiết giáp hạm trước đây có độ dày khác nhau tùy theo tầm quan trọng của khu vực mà nó bảo vệ; lớp Nevada có vỏ giáp dày tối đa trên những khu vực trọng yếu như là hầm đạn và động cơ, và hầu như không có trên những nơi ít quan trọng; một khái niệm được biết đến như là nguyên tắc "Tất cả hoặc không có gì", vốn được đa số các cường quốc hải quân khác áp dụng cho thiết giáp hạm của họ. Lớp Nevada có trọng lượng vỏ giáp nặng hơn 40% so với lớp New York.
Lớp Nevada là những chiếc đầu tiên của khái niệm Thiết giáp hạm kiểu Tiêu chuẩn của Hải quân Mỹ, một khái niệm về thiết kế cho phép Hải quân có được một hàng tàu chiến đồng nhất (rất quan trọng, vì nó cho phép vạch kế hoạch cơ động cả hàng tàu chiến thay vì phải tách ra "cánh nhanh" và "cánh chậm"). Khái niệm "Tiêu chuẩn" bao gồm hỏa lực tầm xa, tốc độ trung bình 39 km/h (21 knot), bán kính lượn vòng hẹp khoảng 640 m (700 yard) và cải thiện việc kiểm soát hư hỏng. Những lớp "Tiêu chuẩn" khác bao gồm Pennsylvania, New Mexico, Tennessee và Colorado.
Một khiếm khuyết trong thiết kế của lớp Nevada là chúng có thể có lớp vỏ giáp sàn tàu không đủ mạnh. Điều này là do sự tin tưởng vào lúc đó rằng tàu ngầm là mối đe dọa chính cho thiết giáp hạm. Tuy nhiên, đến giai đoạn Thế Chiến II, mối đe dọa nguy hiểm nhất là từ máy bay; "kết quả của [khiếm khuyết về thiết kế này] sau đó [...] được nhận ra tại Trân Châu Cảng, khi kinh nghiệm của Nevada cho thấy độ kín nước của những chiếc tàu chiến cũ là chưa thích đáng."
Hai chiếc thuộc lớp Nevada thực sự giống hệt nhau ngoại trừ hệ thống động lực. Oklahoma được trang bị kiểu động cơ ba buồng bành trướng đặt dọc (VTE) cũ hơn, trong khi Nevada có một động cơ turbine hơi nước Curtis.

### Vỏ giáp
Bộ vỏ giáp của lớp Nevada được thiết kế bởi sự tập hợp các chọn lựa khác nhau thay vì một sơ đồ tổng quát. Rất sớm từ khi thiết kế lớp New York, những nghi vấn đã được đặt ra về sơ đồ vỏ giáp phức tạp trước đây, bao gồm một sàn giáp chính đủ dày để kích nổ quả đạn pháo xuyên thép, bên trên một sàn bọc thép mỏng hơn để giữ lại các mảnh đạn. Điều này được thúc đẩy do việc cải thiện tầm xa trên các khẩu pháo hạng nặng trang bị cho những chiếc thiết giáp hạm dreadnought mới nhất trên thế giới, hợp cùng các khả năng kiểm soát hỏa lực và tầm nhìn cũng tiến triển. Giờ đây, vì tầm bắn tối đa đòi hỏi khẩu pháo phải được nâng lên góc tối đa, hỏa lực xuyên thủng từ đạn pháo hạng nặng đã được tính đến trong việc bảo vệ sàn tàu chính và nóc các tháp pháo, và các nhà thiết kế Nevada "hầu như duy nhất" nhận thức rằng đai giáp sẽ xác lập "rìa trong của vùng miễn nhiễm" và sàn tàu là rìa ngoài. Thêm vào đó, sự kết hợp sàn giáp chính và sàn giáp chống mảnh đạn làm một và nâng cao nó lên giúp đơn giản hóa việc chế tạo cũng như tăng cường độ cứng chắc các cột chống lườn tàu. Kết quả là, hơn 2.000 tấn được dành riêng cho lớp giáp sàn tàu của lớp Nevada. Người ta cũng thấy việc nối kết trực tiếp sàn bọc thép với đai giáp giảm thiểu được một điểm yếu mà trước đây được che phủ bởi vỏ giáp khung hạng trung. Vì mọi thiết giáp hạm Mỹ đều đã có sẵn lớp vỏ giáp dày hai đầu vách ngăn, điều này cho phép có một vỏ giáp hình hộp liên tục. Kết hợp mọi thứ lại, đây là cuộc cách mạng "tất cả hoặc không có gì" trong thiết kế. Việc thử nghiệm tác xạ trên chiếc tàu mục tiêu USS San Marcos (nguyên là chiếc USS Texas (1892)) xác nhận nhu cầu cần có lớp vỏ giáp tốt hơn. Các mặt trước của tháp pháo có độ dày lên đến 460 mm (18 inch). Sự tăng cường lớp giáp bảo vệ không nên được xem nhẹ, vì cả hai phe tham chiến trong trận Jutland sau đó nhận thấy nóc và sàn của tháp pháo liên tục bị bắn thủng. Nevada cũng là tàu chiến đầu tiên của Hải quân loại bỏ vỏ giáp kiểu lô-cốt, thay thế bằng các vách ngăn bọc thép bên trong đủ mạnh để chịu đựng khoảng 45 kg (100 lb) chất nổ TNT (tương đương năng lượng 190 megajoule), việc sử dụng kiểu bảo vệ dưới nước đầu tiên của Hải quân Mỹ.

### Vũ khí
Ban đầu lớp Nevada được trang bị mười khẩu hải pháo 356 mm (14 inch)/45 caliber, 21 khẩu pháo hạng hai 127 mm (5 inch)/51 caliber Mark I và hai ống phóng ngư lôi 533 mm (21 inch). Các khẩu pháo 356 mm (14 inch) được mang sang từ lớp New York, tuy nhiên các tháp súng ba nòng được sử dụng tại các vị trí cặp thấp phía trước và phía sau do Ủy ban Tướng lĩnh "chán ghét cách sắp xếp bất tiện năm hoặc sáu tháp pháo của các lớp trước đó". Chúng bị giới hạn ở góc nâng 15 độ, cho phép có tầm xa tối đa 19,2 km (21.000 yard) và bắn đi một đầu đạn "tương đối nhẹ" 635 kg (1.400 lb) ở tốc độ 790 m/s (2.600 ft/s), "không phải là một công thức tốt cho việc bắn chính xác ở tầm xa tối đa", căn cứ theo lý thuyết của Đức về đầu đạn nhẹ và lưu tốc lớn.
Cho dù lớp Nevada ban đầu được trang bị 21 pháo hạng hai 127 mm (5 inch)/51 caliber để tự vệ chống lại tàu khu trục đối phương, chúng được giảm xuống 12 khẩu vào năm 1918, do các vị trí quá ướt phía mũi và phía đuôi tàu mà 9 khẩu chiếm lĩnh.

### Động lực
Lớp Nevada là những thiết giáp hạm đầu tiên của Hải quân Mỹ sử dụng dầu đốt như là nguồn nhiên liệu chủ yếu; cũng là lớp cuối cùng có hai trục chân vịt (những lớp thiết giáp hạm sau này có bốn trục). Dầu đốt có hiệu suất nhiệt tốt hơn, cung cấp một tầm xa lớn hơn tính theo mỗi tấn nhiên liệu tiêu thụ. Việc chuyển đổi từ than sang dầu còn cho phép sử dụng nồi hơi nhỏ hơn, tiết kiếm chỗ và trọng lượng trong lớp Nevada. Oklahoma tiêu biểu cho việc áp dụng sau cùng động cơ kiểu cũ. Loại động cơ ba buồng bành trướng đặt dọc (VTE) khiến cho nó kém tin cậy và rung động nhiều hơn so với con tàu chị em, khiến Hải quân từng có nguyện vọng muốn thay động cơ mới cho con tàu.

## Lịch sử hoạt động
Lớp Nevada đã hoạt động tích cực tại Đại Tây Dương trước và trong Chiến tranh Thế giới thứ nhất, được bố trí đến khu vực chiến sự châu Âu vào năm 1918 để giúp bảo vệ các con đường tiếp liệu Đồng Minh. Chúng tiếp tục phục vụ sau "Cuộc chiến lớn" cho dù vào đầu những năm 1920 chúng là những chiếc cũ nhất trong các đơn vị của Hạm đội Thiết giáp hạm. Cả hai được hiện đại hóa rộng rãi trong những năm 1927 - 1929, có được góc nâng lớn hơn trên các khẩu pháo hạng nặng mới Mark 10/45, hệ thống kiểm soát hỏa lực hiện đại đặt trên các cột buồm ba chân, và hai máy phóng dành cho thủy phi cơ trinh sát tuần tiễu. Các khẩu pháo chống tàu khu trục 127 mm (5 inch)/51 caliber được chuyển đến các vị trí khô hơn trên cấu trúc thượng tầng, và một khẩu đội phòng không 127 mm (5 inch)/25 caliber được bổ sung. Việc bảo vệ chống lại đạn pháo, bom và ngư lôi được cải thiện, làm gia tăng chiều rộng mạn thuyền lên gần 32,9 m (108 ft) và trọng lượng rẽ nước khi hoạt động là 34.000 tấn. Các turbine hơi nước của Nevada bị hao mòn sớm, nên được thay thế bởi những turbine hộp số tốt hơn nhiều từ thiết giáp hạm North Dakota được cho ngừng hoạt động vào lúc đó; Oklahoma không được thay động cơ, nhưng cả hai chiếc đều được trang bị nồi hơi áp lực trung bình hiện đại.
Trong trận Trân Châu Cảng, Oklahoma bị đánh chìm và Nevada phải tự mắc cạn với hư hại nhẹ (nhưng bị hư hại nặng thêm do một đám cháy lớn tại pháp pháo số hai 2 một ngày sau đó) để tránh làm tắc lấi ra vào cảng. Kinh nghiệm của Nevada cho thấy hệ thống phòng thủ ngư lôi rất tốt, nhưng độ kín nước tại các sàn phía trên của các chiếc tàu chiến cũ chưa thỏa đáng. Oklahoma bị đánh trúng 9 ngư lôi trong vòng vài phút, lật úp và chìm, là một tổn thất hoàn toàn; nhưng Nevada được trục vớt và được hiện đại hóa một lần nữa trong năm 1942, thay thế dàn pháo hạng hai cũ bằng các khẩu đội pháo 127 mm (5 inch)/38 caliber đa dụng nòng đôi mới cùng nhiều pháo phòng không 40 mm và 20 mm. Cấu trúc thượng tầng của nó được chế tạo lại toàn bộ theo dáng hiện đại, với cầu tàu chỉ huy thu nhỏ lại. Nó phục vụ cho cả chiến trường châu Âu và Thái Bình Dương, bắn pháo hỗ trợ cho các chiến dịch đổ bộ. Nevada, cùng với Texas và Arkansas, đã nả pháo xuống các vị trí khẩu đội Đức trong ngày D tại Normandy. Vai trò cuối cùng của Nevada là mục tiêu cho các cuộc thử nghiện vũ khí nguyên tử và quy ước từ năm 1946 đến năm 1948.

## Những chiếc trong lớp
| Tàu      | Đặt lườn             | Hạ thủy             | Hoạt động           | Số phận |
| Nevada   | 4 tháng 11 năm 1912  | 11 tháng 7 năm 1914 | 11 tháng 3 năm 1916 | Ngừng hoạt động 29 tháng 8 năm 1946; bị đánh chìm như một mục tiêu tác xạ ngày 31 tháng 7 năm 1948                   |
| Oklahoma | 26 tháng 10 năm 1912 | 23 tháng 3 năm 1914 | 2 tháng 5 năm 1916  | Bị hỏng nặng trong trận Trân Châu Cảng; ngừng hoạt động 1 tháng 9 năm 1944; bị chìm trong lúc được kéo đi để tháo dỡ |